# Jakkapan Fonthong
Jakkapan Fonthong (thailändisch จักพรรณ์ ฝนทอง, * 10. August 2001) ist ein thailändischer Fußballspieler.

## Karriere
Jakkapan Fonthong steht seit 2021 beim Ranong United FC unter Vertrag. Der Verein aus Ranong spielt in der zweiten thailändischen Liga, der Thai League 2. Sein Zweitligadebüt gab Jakkapan Fonthong am 27. Februar 2022 (25. Spieltag) im Heimspiel gegen den Chainat Hornbill FC. Hier wurde er in der 79. Minute für Aung Kyaw Naing eingewechselt. Chainat gewann das Spiel durch ein Tor von Warayut Klomnak mit 1:0. Für den Zweitligisten bestritt er zwei Ligaspiele. Nach der Saison 2021/22 wurde sein Vertrag nicht verlängert. Im Sommer, nachdem Ranong in die dritte Liga abgestiegen war, wurde er wieder unter Vertrag genommen. Nach der Hinrunde 2023/24, in der er zweimal zum Einsatz kam, wurde sein Vertrag im Dezember 2023 nicht verlängert.